# Guvernul Andrei Sangheli (2)
Al doilea guvern Sangheli a fost un cabinet de miniștri care a guvernat Republica Moldova în perioada 5 aprilie 1994 – 24 ianuarie 1997.

## Componența cabinetului
| Minister                                                             | Nume               | Portret | În funcție din | Până la          |
| -------------------------------------------------------------------- | ------------------ | ------- | -------------- | ---------------- |
| Prim-ministru                                                        | Andrei Sangheli    |         | 31 martie 1994 | 24 ianuarie 1997 |
| Viceprim-miniștri                                                    |                    |         |                |                  |
| Viceprim-ministru                                                    | Valentin Cunev     |         | 5 aprilie 1994 | 24 ianuarie 1997 |
| Viceprim-ministru                                                    | Ion Guțu           |         | 5 aprilie 1994 | 24 ianuarie 1997 |
| Viceprim-ministru                                                    | Valeriu Bulgari    |         | 5 aprilie 1994 | 17 iunie 1996    |
| Viceprim-ministru                                                    | Grigore Ojog       |         | 17 iunie 1996  | 24 ianuarie 1997 |
| Miniștri                                                             |                    |         |                |                  |
| Ministru de Stat                                                     | Gheorghe Gusac     |         | 5 aprilie 1994 | 24 ianuarie 1997 |
| Ministru al Afacerilor Externe                                       | Mihai Popov        |         | 5 aprilie 1994 | 24 ianuarie 1997 |
| Ministru al Afacerilor Interne                                       | Constantin Antoci  |         | 5 aprilie 1994 | 24 ianuarie 1997 |
| Ministru al Agriculturii și Alimentației                             | Vitalie Gorincioi  |         | 5 aprilie 1994 | 24 ianuarie 1997 |
| Ministru al Apărării                                                 | Pavel Creangă      |         | 5 aprilie 1994 | 24 ianuarie 1997 |
| Ministru al Culturii                                                 | Mihail Cibotaru    |         | 5 aprilie 1994 | 24 ianuarie 1997 |
| Ministru al Comunicațiilor și Informaticii                           | Ion Casian         |         | 5 aprilie 1994 | 24 ianuarie 1997 |
| Ministru al Economiei                                                | Valeriu Bobuțac    |         | 5 aprilie 1994 | 24 ianuarie 1997 |
| Ministru al Finanțelor                                               | Valeriu Chițan     |         | 5 aprilie 1994 | 24 ianuarie 1997 |
| Ministru al Industriei                                               | Grigore Triboi     |         | 5 aprilie 1994 | 24 ianuarie 1997 |
| Ministru al Învățămîntului                                           | Petru Gaugaș       |         | 5 aprilie 1994 | 24 ianuarie 1997 |
| Ministru al Justiției                                                | Vasile Sturza      |         | 5 aprilie 1994 | 24 ianuarie 1997 |
| Ministru al Muncii, Protecției Sociale și Familiei                   | Dumitru Nidelcu    |         | 5 aprilie 1994 | 24 ianuarie 1997 |
| Ministru al Privatizării și Administrării Proprietății de Stat       | Ceslav Ciobanu     |         | 5 aprilie 1994 | 24 ianuarie 1997 |
| Ministru pentru Relațiile cu Parlamentul                             | Victor Pușcaș      |         | 5 aprilie 1994 | 24 ianuarie 1997 |
| Ministru al Sănătății                                                | Timofei Moșneaga   |         | 5 aprilie 1994 | 24 ianuarie 1997 |
| Ministru al Securității Naționale                                    | Vasile Calmoi      |         | 5 aprilie 1994 | 24 ianuarie 1997 |
| Ministru al Serviciilor Comunale și Exploatării Fondului de Locuințe | Mihai Severovan    |         | 5 aprilie 1994 | 24 ianuarie 1997 |
| Ministru al Transporturilor și Gospodăriei Drumurilor                | Vasile Iovv        |         | 5 aprilie 1994 | 24 ianuarie 1997 |
| Membru ex-officio                                                    |                    |         |                |                  |
| Guvernator (Bașcan) al UTA Găgăuzia                                  | Gheorghe Tabunșcic |         | 19 iunie 1995  | 24 ianuarie 1997 |

- Sursă:[1]

## Legături externe
- Hotărârea Parlamentului Republicii Moldova nr. 20 din 31 martie 1994 privind numirea în funcție a Prim-ministrului Republicii Moldova[nefuncțională – arhivă]
- Programul de activitate al Guvernului Republicii Moldova pe anii 1994-1997
- Guvernul Sangheli (2) Arhivat în 30 iunie 2015, la Wayback Machine. @ interese.md

| Precedat(ă) de: Guvernul Andrei Sangheli (1) | Guvernul Andrei Sangheli (2) 5 aprilie 1994 – 24 ianuarie 1997 | Succedat(ă) de: Guvernul Ion Ciubuc (1) |